# Parafia Miłosierdzia Bożego w Jastrzębiu-Zdroju
Parafia pw. Miłosierdzia Bożego w Jastrzębiu-Zdroju – rzymskokatolicka parafia w dekanacie jastrzębskim górnym.

## Historia
Została erygowana w dniu 19 sierpnia 1984 r. Kościół poświęcił abp Damian Zimoń w 1993 roku.
Starania o budowę kościoła na Osiedlu IV w Jastrzębiu Zdroju rozpoczęto jesienią 1982. Pierwszym budowniczym został wyznaczony ks. Stefan Brommer, który zginął tragicznie w wypadku samochodowym 22 XI 1983. Na jego miejsce został wyznaczony ks. Józef Fronczek. Po otrzymaniu terenu pod budowę wystawiono tymczasową, obszerną kaplicę, poświęconą 16 IV 1984.
Pozwolenie na budowę uzyskano w maju 1984 i natychmiast rozpoczęto prace budowlane. Równolegle budowano kościół, dom katechetyczny i probostwo. Kamień węgielny wmurował 7 IV 1991 biskup katowicki Damian Zimoń. On też 12 IX 1993 dokonał poświęcenia kościoła.
Projektantem obiektu był inż. Mieczysław Król, konstruktorem inż. Franciszek Klimek, a po jego śmierci inż. Robert Szota.
Parafia została erygowana 19 VIII 1984.
Ulice na obszarze parafii: Harcerska, Katowicka, Krakowska, Miodowa, Północna, Turystyczna 2-32, 1-7, Wrzosowa 2-38, Zielona 1-19.
Liczba mieszkańców: 11 280, katolików: 10 585